# William Ling
William „Bill“ Ling (* 1. August 1908; † 8. Mai 1984) war ein englischer Fußballschiedsrichter.

## Werdegang
William Ling galt als einer der weltbesten Schiedsrichter der Nachkriegszeit. Erster Höhepunkt seiner internationalen Karriere war die Leitung des Endspiels der Olympischen Spiele 1948 in London zwischen Schweden und Jugoslawien. Schweden gewann das Spiel im Wembley-Stadion mit 3:1.
Den deutschen Fußballfans ist er von der Fußball-Weltmeisterschaft 1954 in der Schweiz bekannt. Er pfiff beide Spiele zwischen Deutschland und Ungarn, zunächst das Vorrundenspiel, das die hauptsächlich aus Reservespielern bestehende deutsche Mannschaft mit 3:8 verlor, und dann das Finale von Bern, das Deutschland mit 3:2 gewann. Damit war er der erste und bis 2002 einzige Schiedsrichter, der ein Finale bei den Olympischen Spielen und der Weltmeisterschaft leitete. Zudem war er Linienrichter im Viertelfinale zwischen Ungarn und Brasilien. Die Ungarn gewannen das von Härten überschattete Spiel, das die englische Presse mit Battle of Berne bezeichnete, mit 4:2.
Im Finale waren der Italiener Vincenzo Orlandini, der das Halbfinale Österreich gegen Deutschland gepfiffen hatte, und Benjamin Mervyn Griffiths aus Wales die Linienrichter. Kurz vor Schluss erzielte Puskás ein Abseitstor, das Griffiths angezeigt hatte, während Radioreporter Zimmermann noch vor dem Schuss Puskás als abseits vermeldete. Ling gab kein Tor, somit gab es weder einen Ausgleichstreffer noch Verlängerung. Englische Quellen bemängelten, dass deutsche Fans den Waliser Griffiths nicht entsprechend würdigten – im Gegensatz zum sowjetischen Linienrichter Tofiq Bəhramov, der ihnen bis heute durch das viel debattierte Wembley-Tor in Erinnerung bleibt.
1955 wurde Ling vom sowjetischen Fußballverband eingeladen, das erste Freundschaftsspiel zwischen einer Mannschaft der Bundesrepublik Deutschland und der Sowjetunion zu leiten. Das Spiel galt als erster Versuch der Annäherung beider Staaten, die zu diesem Zeitpunkt noch keine diplomatischen Beziehungen aufgenommen hatten.